# Oreste Gherardini
Oreste Gherardini (Napoli, ... – Napoli, 1953) è stato un regista, attore cinematografico e sceneggiatore italiano molto attivo durante l'epoca del cinema muto.

## Filmografia parziale

### Regista
- I provinciali (cortometraggio-documentario) (1909)
- Saffo (Scene dell'Antica Grecia) (cortometraggio) (1909)
- Spartaco (cortometraggio) (anche attore) (1909)
- Fedra (Dramma mitologico dell'Antica Grecia) (cortometraggio) (1909)
- Il sacrificio di Marta (cortometraggio) (anche attore) (1910)
- Francine (1911)
- Sacrificio (cortometraggio) (1913)
- Il mistero di un passaggio segreto (cortometraggio) (anche sceneggiatore ed attore) (1913)
- Liliana: La mondana (cortometraggio) (anche sceneggiatore ed attore) (1913)
- Capricci del destino (cortometraggio) (1913)
- Figlia di detective (anche sceneggiatore ede attore) (1913)
- L'Argo (1914)
- La medicina del parroco (cortometraggio) (1914)
- Le due coscienze (cortometraggio) (1914)
- La fine di un sogno (cortometraggio) (1914)
- L'idrofobo (cortometraggio) (1914)
- Promozione per... meriti personali (1914)
- Tempesta e sereno (cortometraggio) (1914)
- La sentinella (cortometraggio) (1914)
- Il domani della coscienza (1914)
- Corrispondenza privata (cortometraggio) (1914)
- Notturno in do minore (cortometraggio) (1914)
- 120 H.P. (cortometraggio) (1915)
- L'eroina serba (cortometraggio) (1915)
- Turbine rosso (anche attore) (1916)
- Nerina (cortometraggio)  (1916)
- Anima trasmessa (cortometraggio)  (1916)
- Farfalla d'oro (anche attore)  (1916)
- Consul buonalana  (1917)
- Le ombre  (1918)
- Voce 'e notte  (1919)

### Attore
- Capricci d'amore (1917)